# Santiago Castro-Gómez
Santiago Castro-Gómez (nascido em 1958, Bogotá, Colômbia ) é um filósofo e intelectual público colombiano, professor da Pontifícia Universidade Javeriana e diretor do Instituto Pensar em Bogotá.

## Trajetória
Castro-Gómez começou seus estudos de filosofia na Universidade São Tomás em Bogotá, Colômbia, com membros do "Grupo Bogotá". Ele recebeu seu mestrado em Filosofia na Universidade de Tübingen e seu doutorado na Universidade Goethe Frankfurt am Main, na Alemanha. Além de seus cargos acadêmicos na Colômbia, atuou como professor visitante nas universidades de Duke e Pittsburgh, nos Estados Unidos, e na universidade de Frankfurt, na Alemanha.
Seu trabalho tem sido tema de conferências e livros, debates sobre a identidade colombiana, pesquisas sobre filosofia latino-americana, bem como instalações artísticas. É autor e coeditor de mais de dez livros. Como diretor do Instituto Pensar em Bogotá, liderou uma iniciativa para engajar o público, e especificamente a educação pública inicial, sobre os efeitos do racismo e da colonização na sociedade colombiana.
Ao lado de Aníbal Quijano, Walter Mignolo, Enrique Dussel, Ramón Grosfoguel, Catherine Walsh, Arturo Escobar, Edgardo Lander e Nelson Maldonado-Torres, Castro-Gómez fez parte do grupo "Modernidade/Colonialidade", um círculo de teóricos críticos latino-americanos formado no início do século XXI. Suas principais influências incluem a Escola de Frankfurt, Friedrich Nietzsche, Michel Foucault e Gilles Deleuze .
A obra de Castro-Gómez desenvolve alternativas às abordagens e figuras dominantes da filosofia latino-americana e explora as fronteiras entre sociologia, antropologia, estudos literários e estudos culturais, ao mesmo tempo em que reflete sobre problemas metodológicos e epistemológicos dentro das ciências sociais .

## Obras
- El tonto y los canallas: Notas para un republicanismo transmoderno (Bogotá: Universidad Javeriana, 2019).
- Historia de la Governamentalidad II. Filosofia, Cristianismo e Sexualidade em Michel Foucault (Bogotá: Siglo del Hombre Editores, 2016)
- Revoluciones sin sujeto. Slavoj Zizek e a crítica do historicismo posmoderno . DF (México: AKAL 2015).
- Historia de la Governamentalidad. Razão de estado, liberalismo e neoliberalismo em Michel Foucault (Bogotá: Siglo del Hombre Editores, 2010).
- Tejidos Oníricos. Movimento, capitalismo e biopolítica em Bogotá, 1910-1930 (Bogotá: Universidade Javeriana 2009).
- Genealogías de la colombianidad: formaciones discursivas e tecnologías de gobierno en los siglos XIX e XX, editores Santiago Castro-Gómez e Eduardo Restrepo (2008).
- Reflexiones for una diversidad epistémica más allá del capitalismo global, editores Santiago Castro-Gómez e Ramón Grosfoguel (Siglo del Hombre Editores, 2007).
- La poscolonialidad explicada a los niños (Editorial Universidad del Cauca, Popayán, 2005).
- A hybris del punto cero. Ciência, razão e ilustração na Nova Granada, 1750-1816 (Bogotá: Universidade Javeriana, 2005).
- Teorías sin disciplina: Latinoamericanismo, poscolonialidad y globalización en debate . Santiago Castro-Gómez e Eduardo Mendieta (1998).
- Crítica de la razón latinoamericana (Barcelona: Puvill Libros, 1996; segunda edição: Bogotá, Editorial Pontificia Universidad Javeriana, 2011).